# Боулдер (Монтана)
Боулдер (англ. Boulder) — місто (англ. town) в США, в окрузі Джефферсон штату Монтана. Населення — 1201 особа (2020).

## Географія
Боулдер розташований за координатами 46°14′8″ пн. ш. 112°7′14″ зх. д. / 46.23556° пн. ш. 112.12056° зх. д. (46.235684, -112.120529).  За даними Бюро перепису населення США в 2010 році місто мало площу 2,94 км², уся площа — суходіл.

### Клімат
| Клімат : Боулдер      | Клімат : Боулдер | Клімат : Боулдер | Клімат : Боулдер | Клімат : Боулдер | Клімат : Боулдер | Клімат : Боулдер | Клімат : Боулдер | Клімат : Боулдер | Клімат : Боулдер | Клімат : Боулдер | Клімат : Боулдер | Клімат : Боулдер | Клімат : Боулдер |
| Показник              | Січ.             | Лют.             | Бер.             | Квіт.            | Трав.            | Черв.            | Лип.             | Серп.            | Вер.             | Жовт.            | Лист.            | Груд.            | Рік              |
| Середній максимум, °C | 0,6              | 3,9              | 6,7              | 12,8             | 17,8             | 22,8             | 27,8             | 27,8             | 21,7             | 15,6             | 6,1              | 1,7              | 13,8             |
| Середній мінімум, °C  | −12,8            | −10              | −7,2             | −2,8             | 1,7              | 6,1              | 8,9              | 7,8              | 2,8              | −2,2             | −7,8             | −11,7            | −2,2             |
| Норма опадів, мм      | 13               | 8                | 13               | 20               | 46               | 53               | 36               | 30               | 28               | 15               | 13               | 13               | 284              |
| --------------------- | ---------------- | ---------------- | ---------------- | ---------------- | ---------------- | ---------------- | ---------------- | ---------------- | ---------------- | ---------------- | ---------------- | ---------------- | ---------------- |
| Джерело:              |                  |                  |                  |                  |                  |                  |                  |                  |                  |                  |                  |                  |                  |

## Демографія
Згідно з переписом 2010 року, у місті мешкали 1183 особи в 514 домогосподарствах у складі 298 родин. Густота населення становила 403 особи/км².  Було 565 помешкань (192/км²).
Расовий склад населення:
| - 93,6 % — білих - 1,8 % — корінних американців - 0,4 % — азіатів |

До двох чи більше рас належало 3,9 %. Частка іспаномовних становила 2,9 % від усіх жителів.
За віковим діапазоном населення розподілялося таким чином: 18,9 % — особи молодші 18 років, 67,5 % — особи у віці 18—64 років, 13,6 % — особи у віці 65 років та старші. Медіана віку мешканця становила 43,7 року. На 100 осіб жіночої статі у місті припадало 110,1 чоловіків;  на 100 жінок у віці від 18 років та старших — 113,8 чоловіків також старших 18 років.
Середній дохід на одне домашнє господарство  становив 43 910 доларів США (медіана — 36 250), а середній дохід на одну сім'ю — 54 251 долар (медіана — 48 438). Медіана доходів становила 31 000 доларів для чоловіків та 28 939 доларів для жінок. За межею бідності перебувало 23,3 % осіб, у тому числі 41,0 % дітей у віці до 18 років та 0,0 % осіб у віці 65 років та старших.
Цивільне працевлаштоване населення становило 495 осіб. Основні галузі зайнятості: освіта, охорона здоров'я та соціальна допомога — 33,3 %, мистецтво, розваги та відпочинок — 14,5 %, публічна адміністрація — 12,7 %.